# Scyliorhinus haeckelii
Espèce
Synonymes
- Scyliorhinus fernandezi Weibezahn, 1953

Répartition géographique
Statut de conservation UICN

 DD  : Données insuffisantes
Scyliorhinus haeckelii est une espèce de requins.

## Étymologie
Épithète spécifique donné en hommage au biologiste allemand Ernst Haeckel.